# استیج
استیج (به انگلیسی: Stage) یک برنامهٔ تلویزیونی برای یافتن استعدادهای تاکنون ناشناخته موسیقی برای فارسی‌زبانان بدون معیار سنی و با داوری بابک سعیدی، شهرام آذر، حامد نیک‌پی و رضا روحانی است.
شبکه من و تو پس از محبوبیت نرم‌افزار پیام‌رسان تلگرام اقدام به ایجاد کانال برنامه استیج در این اپلیکیشن نمود. فصل اول این برنامه از شبکه من‌وتو پخش می‌شود و جایزه این مسابقه ۵۰ هزار دلار است. برای نخستین‌بار در این سری برنامه‌ها از هنرجوهایی با سبک‌های غیر پاپ مانند رپ و سنتی     و تلفیقی و جاز نیز پذیرفته شد.
این برنامه نسخهٔ فارسی مسابقهٔ استعدادیابی ایکس فاکتور می‌باشد. تهیه‌کنندگی این برنامه برعهده روکسانا امینی و صابر می‌باشد.

## فصل نخست
در فصل اول استیج از میان ۶۰ نفر شرکت‌کننده ۳۲ نفر توسط داوران انتخاب شدند. سپس هرکدام دوتا دوتا به اجرای ترانه با پیانو پرداختند تا ۱۶ نفر حذف شود. بدین‌ترتیب، هر گروه شامل ۴ عضو شد. در نهایت امیرحسین افتخاری از گروه حامد نیک‌پی توانست مقام اول فصل اول استیج را بدست آورد.

## استیج اکسترا
استیج اکسترا (به انگلیسی: Stage Xtra) برنامه‌ای است مرتبط با استیج با مجری‌گری سالومه سیدنیا که در فصل دوم، جمعه‌ها ساعت ۱۲ شب به صورت زنده از شبکه من‌وتو پخش می‌شود و به نمایش پشت صحنه‌ها، صداهای غایب و اتفاقات برنامه استیج می‌پرداخت.

## فصل دوم
در فصل دوم استیج از میان ۱۵۰ نفر شرکت‌کننده در آزمون صدا ۵۲ نفر توسط داوران انتخاب شدند. سپس ۲۵ نفر برای دور سوم انتخاب شدند. در نهایت علیرضا صارمی از گروه رضا روحانی به مقام نخست این فصل رسید.

## حواشی
این برنامه در رسانه‌های داخلی ایران بازتاب داشته و فیلم‌هایی با عنوان «افشاگری» دربارهٔ آن منتشر شده‌است.